# Tylecodon pusillus
Tylecodon pusillus är en fetbladsväxtart som beskrevs av P. Bruyns. Tylecodon pusillus ingår i släktet Tylecodon och familjen fetbladsväxter. Inga underarter finns listade i Catalogue of Life.